# 埃布林根
埃布林根是德国巴登-符腾堡州的一个市镇。总面积8.18平方公里，总人口2777人，其中男性1383人，女性1394人（2011年12月31日），人口密度339人/平方公里。